# Carlos Dengler
Pour les articles homonymes, voir Dengler.

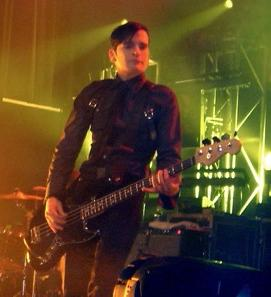

Carlos Dengler, connu aussi sous le nom de Carlos D, est un musicien américain né le 23 avril 1974. Il est principalement connu pour avoir été jusqu'en 2010 le bassiste du groupe de rock new-yorkais Interpol.
Il est né et a grandi dans le Queens (New York). Il possède des origines colombiennes et allemandes.

## Interpol
Carlos Dengler fut approché en 1998 par le guitariste (et futur leader d'Interpol) Daniel Kessler, qui voulait de lui dans son groupe. Les deux hommes se sont rencontrés à la New York University, alors que Dengler faisait des études de philosophie et d'histoire; celui-ci désirant devenir universitaire. C'est ainsi qu'il joint Interpol, accompagné du chanteur et guitariste Paul Banks. Il joue avec un style très proche de son idole, Peter Hook (bassiste de Joy Division/New Order); et comme Hook, il porte sa basse, une Fender Jazz Bass, plutôt bas.
En plus d'être le bassiste du groupe, il écrit et joue toutes les parties de piano et de synthétiseur. À l'origine, il assurait ces parties en concert jusqu'à ce que le groupe soit accompagné.

## Autres travaux
Lorsque le groupe n'est pas en tournée, il travaille sur des films et des projets TV. Il a ainsi, récemment, écrit, produit et tourné un court métrage appelé Golgotha, accompagné de My Friends Told Me About You, où il tient le rôle principal.
De plus, il est un DJ très prisé à New York, se produisant sous le nom de Carlos D..
Il a ainsi, effectué plusieurs remix, tant d'autres artistes (VHS or Beta, Nine Inch Nails), que de son propre groupe (comme la chanson "Public Pervert").

## Équipements
Dengler joue exclusivement sur une Fender Jazz Bass (American Standard) noire, qu'il a utilisé pour les trois albums d'Interpol (Turn on the Bright Lights, Antics, Our Love to Admire). De plus, il ne joue qu'au médiator et n'utilise aucune pédale d'effets.
Il travaille avec un synthétiseur classique mélangé avec des "émulations" orchestrales pour les arrangements d'Interpol ainsi que pour ses compositions personnelles.